# Roger Boss
Roger Boss (La Chaux-de-Fonds, 2 agosto 1924 – Vilars, 24 febbraio 2002) è stato un pianista e insegnante svizzero.

## Biografia
Roger Boss, nato a La Chaux-de-Fonds nel 1924, studia pianoforte con Adrien Calame al Conservatorio di Neuchâtel. Dopo il Diplôme de virtuosité nel 1948, si perfeziona a Parigi presso i maestri Lazare Lévy, Georges Dandelot e Yvonne Lefébure, poi in Italia presso Guido Agosti e Pietro Scarpini. Professore al Conservatorio di Neuchâtel dal 1952, svolge un'intensa attività pedagogica e musicale. Appassionato di letteratura e dotato di talento per la scrittura, pubblica regolarmente in diverse riviste, in particolare nella «Revue musicale de Suisse romande». Oltre ai suoi recital per pianoforte, tiene numerose conferenze e lezioni-concerto seguite da un pubblico numeroso e affettuoso. Nel 1957, Roger Boss succede ad Adrien Calame come direttore del Conservatorio di Neuchâtel. Partecipa attivamente alla definizione delle nuove strutture del nuovo Conservatorio di Neuchâtel prima di ritirarsi nel 1989, dopo due ultimi recital dedicati al ciclo delle Sonate per tastiera e violino di Johann Sebastian Bach con Philippe Borer. Tra i suoi numerosi allievi si annoverano Pascal Sigrist, Henri-Robert Schüpbach, Thierry Châtelain, Jean-Marc Perrin.

## Pubblicazioni
- Promenade musicale dans le Pays de Neuchâtel, numero speciale della Nouvelle Revue neuchâteloise, primavera 1988, n° 17.
- Repères biographiques, in Revue musicale de Suisse romande, Nº 2, giugno 1993, pp. 68-74
- Propos d'un musicien, dattiloscritto, Vilars, 1997